# Franz Schäfer (Politiker, 1899)
Franz Schäfer (* 6. Januar 1899 in Ingolstadt; † 18. Dezember 1973 ebenda) war ein deutscher Politiker der BVP und der CSU. Er gehörte dem Bayerischen Landtag von 1946 bis 1950 und erneut von 1958 bis 1962 an.

## Leben und Beruf
Schäfer absolvierte nach seiner Schulzeit die Lehre zum Dachdecker, 1916 legte er die Gesellenprüfung ab. Danach nahm er am Ersten Weltkrieg teil und saß zwei Jahre lang in französischer Gefangenschaft. Nach seiner Rückkehr war er bei der Reichsbahn beschäftigt und begann, sich in christlichen Gewerkschaften zu engagieren. Später kehrte er in seinen erlernten Beruf zurück. Nachdem er 1927 die Meisterprüfung im Dachdeckerhandwerk abgelegt hatte, machte er sich mit einem eigenen Geschäft selbstständig. Nach 1933 saß er vorübergehend in Haft.
Der Dachdeckerbetrieb existiert noch heute. Es wird nunmehr von seinem Urenkel geführt, der sich ebenfalls Franz Schäfer nennt.

## Funktionen
1950 wurde Schäfer zum Kreishandwerksmeister ernannt und in den Vorstand der Handwerkskammer für Oberbayern gewählt. Daneben war er zweiter Vorsitzender des oberbayerischen Arbeitgeberverbandes, Beisitzer beim Obersten Finanzgericht München sowie Mitglied des Steuerausschusses beim Finanzamt Ingolstadt. Bis 1958 gehörte er auch dem Vorstand der Allgemeinen Ortskrankenkasse in Ingolstadt an.

## Politik
1920 trat Schäfer der Bayerischen Volkspartei bei, für die er dem Ingolstädter Stadtrat angehörte. 1945 beteiligte er sich an der Gründung der CSU in Ingolstadt, deren Vorsitzender er bis 1954 war. Im Herbst 1945 war er kurzzeitig zweiter Bürgermeister von Ingolstadt, wenig später zog er erneut in den Stadtrat ein und wurde Fraktionsvorsitzender der CSU. Von 1947 bis 1955 gehörte er zudem dem Landesvorstand der CSU an. Von 1952 bis 1958 war er Vorsitzender der Mittelstandsgruppen der CSU in Oberbayern.
1946 wurde Schäfer in den Beratenden Landesausschuss berufen, der ein Vorparlament darstellte. Er war Kandidat für die Verfassunggebende Landesversammlung, schaffte den Einzug aber nicht. Bei der kurz darauf erfolgten Landtagswahl gelang ihm der Einzug. Ab dem 7. Oktober 1949 war er dort Vorsitzender des Unterausschusses für Bautechnik. Nach einer Wahlperiode schied er aus dem Parlament aus.
Bei der Landtagswahl 1958 gewann er das Direktmandat im Stimmkreis Ingolstadt-Stadt und -Land und zog so erneut in den Landtag ein. Dort gehörte er nunmehr dem Zwischenausschuss sowie dem Ausschuss für Wirtschaft und Verkehr an. Nach der Wahl 1962 schied er endgültig aus dem Landtag aus.